# Man Hunt
Man Hunt (br O Homem Que Quis Matar Hitler; pt Feras Humanas) é um filme de suspense estadunidense de 1941 dirigido por Fritz Lang baseado no livro Rogue Male de Geoffrey Edward West Household. Foi o primeiro filme de  Roddy McDowall em Hollywood, pois ele havia sido tirado da Inglaterra pouco depois do início dos bombardeios nazistas em Londres .
O filme faz parte da lista dos 1000 melhores filmes de todos os tempos do The New York Times .

## Elenco
- Walter Pidgeon...capitão Thorndike
- Joan Bennett...Jerry
- George Sanders...Quive-Smith
- John Carradine...Senhor Jones, assassino nazista
- Roddy McDowall...Vaner
- Ludwig Stössel...Doutor (creditado como Ludwig Stossell)
- Heather Thatcher...Lady Risborough
- Frederick Worlock...Lord Risborough
- Roger Imhof...capitão Jensen
- Egon Brecher...joalheiro
- Lester Matthews...Major
- Holmes Herbert...Farnsworthy
- Eily Malyon...mensageira
- Arno Frey...tenente
- Frederick Vogeding...Embaixador (creditado como Fredrik Vogeding)

## Enredo
Em 29 de julho de 1939, pouco antes do início da Segunda Guerra Mundial, o famoso caçador inglês Alan Thorndike é preso com um rifle de mira telescópica quando estava na floresta vizinha a residência de Adolf Hitler nas proximidades de Berchtesgaden. Ele é acusado de tentar matar o ditador e os alemães querem que assine a confissão de que agiu a mando do governo britânico para a usarem como pretexto e começar a guerra, mas, mesmo torturado, Thorndike se recusa. É então jogado de um penhasco para morrer, mas sobrevive e foge para Londres viajando clandestinamente no barco do capitão Jensen e recebendo a ajuda do pequeno filho dele, Vaner. Mas no mesmo navio vão agentes alemães liderados pelo cruel Quive-Smith que vão perseguir Thorndike por toda Londres e ele tem que recorrer a sua experiência em caçadas para escapar, contando ainda com o auxílio de Jerry, uma provável garota de programa. 

## Produção
Fritz Lang disse que teriam lhe contado que o filme foi primeiro oferecido ao diretor John Ford, mas que este recusou-se a fazê-lo por "razões políticas". Foi somente então, após a recusa de Ford, que o filme foi oferecido a Lang pelo produtor associado Kenneth MacGowan.
Man Hunt se tornou o primeiro filme sobre a guerra que atraiu a atenção do Gabinete Hays. Joseph Breen ficou alarmado com o roteiro quando o leu em 1941, afirmando que "odiara o filme" . Breen achou que poderia prejudicar a política isolacionista dos Estados Unidos em relação a Alemanha nazista ao mostrar todos os alemães, inclusive não nazistas, como malignos. Breen insistiu que os alemães não poderiam ser caracterizados como brutais; o gabinete só liberaria o filme se a violência deles fosse apenas sugerida. Apesar dos cortes nas cenas de tortura de Thorndike, as plateias sentiram os efeitos dessa ação.
Darryl F. Zanuck também detestava o entusiasmo antinazista de Lang e o proibiu de editar o filme. Mas o diretor e seu associado Gene Fowler, Jr. secretamente fizeram o trabalho sem a aprovação de Zanuck.
O filme incluiu uma versão instrumental de "A Nightingale Sang in Berkeley Square" de Eric Maschwitz, Manning Sherwin e Jack Strachey como um tema romântico recorrente.